# Esbjörn Belfrage
Hans Esbjörn Gabriel Belfrage, född 19 augusti 1932 i Gunnarps församling i Hallands län, död 29 januari 2001 i Sankt Hans församling i Lund i Skåne län, var en svensk litteraturvetare och bibliotekarie.
Esbjörn Belfrage var son till språkforskaren Sixten Belfrage och läkaren Elsa, ogift Bertilsson. Efter akademiska studier blev han filosofie licentiat vid Lunds universitet 1963, filosofie doktor på en avhandling om 1600-talspsalm 1969 samt docent i litteraturvetenskap vid Lunds universitet samma år. Belfrage blev amanuens vid Lunds universitetsbibliotek 1969, bibliotekarie 1971 och förste bibliotekarie där 1975.
Han hade också olika förtroendeuppdrag, han var ledamot av 1969 års psalmkommitté samt engagerad i Tegnérsamfundet som styrelseledamot från 1968 och som sekreterare 1969–1983. Han blev ledamot av Vetenskapssocieteten i Lund 1983 och av Kungliga Samfundet för utgivande av handskrifter rörande Skandinaviens historia 1986.
Esbjörn Belfrage gifte sig 1958 med adjunkten Marianne Lundgren (1931–1993), dotter till avdelningschefen Karl Lundgren och Ellen, ogift Helander. De fick två barn: högstadieläraren Christina Belfrage Obrant (född 1959) och läkaren, medicine doktor Hans Belfrage (född 1963). Esbjörn Belfrage är begravd på Drängsereds kyrkogård.